# Габрово (община Царево село)
Вижте пояснителната страница за други значения на Габрово.
Габрово или Турско Габрово (на македонска литературна норма: Габрово) е село в община Царево село на Северна Македония.

## География
Селото се намира в областта Пиянец до границата с България.

## История
В началото на XX век Габрово е помашко село в Малешевската каза на Османската империя. Според статистиката на Васил Кънчов („Македония. Етнография и статистика“) в 1900 година Габрово (Турско Габрово) има 400 души жители българи мохамедани и 15 цигани.
Селото е наричано Турско Габрово, за да се различава от намиращото се от другата страна на Влахина село Габрово (днес на територията на Република България), наричано Българско Габрово.
Според Димитър Гаджанов в 1916 година в Габрово живеят 517 помаци и 17 българи.
Според преброяването от 2002 година селото има 794 жители.
| Националност     | Всичко |
| северномакедонци | 791    |
| албанци          | 0      |
| турци            | 0      |
| роми             | 0      |
| власи            | 0      |
| сърби            | 0      |
| бошняци          | 0      |
| други            | 3      |

На 11 октомври 2005 година Агатангел Брегалнишки осветява темелния камък на църквата „Свети Димитър“.

## Личности
Починали в Габрово
- Данаил Димитров Кълчишков, български военен деец, старши подофицер, загинал през Междусъюзническа война[5]
- Димитър Петрушков, български военен деец, младши подофицер, загинал през Междусъюзническа война[6]
- Найден Йонев Четишки, български военен деец, старши подофицер, загинал през Междусъюзническа война[7]
- Никола Калинов, български военен деец, старши подофицер, загинал през Междусъюзническа война[8]